# (36890) 2000 SO167
2000 SO167 (asteroide 36890) é um asteroide da cintura principal. Possui uma excentricidade de 0.07365820 e uma inclinação de 13.83152º.
Este asteroide foi descoberto no dia 23 de setembro de 2000 por LINEAR em Socorro.